# トラベルバブル
トラベルバブル（英語:Travel bubble）とは、アフターコロナ（新型コロナウイルス感染症の流行後）に地理的・社会的・経済的に結び付きが強い隣国どうしが一つのバブル（泡＝安全圏枠組みの例え）の中に包まれていると見なし、新型コロナウイルスに対する感染防止策を講じた上で海外旅行をする取り組みで、近隣の域内旅行を対象とする。各地で複数のバブルが発生することで、低迷した旅行業や国際線を就航させる航空会社の復活を図り、ひいては経済の活況を取り戻すことを目的とする。

## 由来
ニュージーランドがロックダウンする際、アーダーン首相が「Stay Home」ではなく「Stay in your bubble（自身の泡の中にいてください）」と温和な表現を用いて宣言を発令した。ここでいうバブルは家族・家庭や狭い範囲での地域社会を指していた。その後、都市間の外出規制の緩和や非常事態宣言が解除される中で、隣国で同じ島国であったこともあり感染者数を抑えていたオーストラリアとの間で「トランス・タスマン・バブル」（両国間を隔てる「タスマン海を跨いだ一つの泡」という意味）を締結し、自由往来を再開させることに合意したことでトラベルバブルが誕生した。

## 具体例
ヨーロッパではバルト3国のエストニア・ラトビア・リトアニアが5月15日に国境を開放し自由往来を再開した。これがヨーロッパにおけるトラベルバブル第一号とされる（バルティック・バブル）。
さらにシェンゲン協定によりパスポート審査なしで加盟国民の越境が認められていたEUでは自由往来の再開が容易であり、二国間・多国間でトラベルバブルを締結する動きが盛んになっており、アジアにおいても議論が浮上している。
そうした中、EUが7月より日本からの観光客の受け入れを再開することにしたが、日本は6月末時点ではタイ・ベトナム・オーストラリア・ニュージーランドの4ヶ国に限りビジネス目的での渡航を1日あたり250名程度を上限に迎え入れるに留まっており、トラベルバブルが成立したとはいえない状態にある。

## エアブリッジ
トラベルバブルを実施するにあたり、相互往来の前提として「エアブリッジ協定」を結ぶことになる。これはバブル内で移動する2地点（出入国）間において、双方への到着後に感染を警戒する経過観察としての隔離を免除することで、旅行者の不安・負担を軽減する。免除条件としては、互いに実効再生産数が1を下回っていることなどが上げられる。

## ビジネストラックとレジデンストラック
実際に国際往来を再開する際には、「ビジネストラック」か「レジデンストラック」を適用することになる。 日本では、ビジネストラックは主に短期出張者向けで、「本邦活動計画書」の提出等の条件を満たすことで相手国又は日本入国後の14日間の自宅等待機期間中も、行動範囲を限定した形でビジネス活動が可能となる。一方、レジデンストラックは主に駐在員の派遣・交代等といった長期滞在者向けで、相手国又は日本への入国が認められるものの14日間の自宅等待機は維持される。こうした取り組みに基づき、2020年11月30日より日本は11の国と地域との業務往来が再開された。

## 安全策

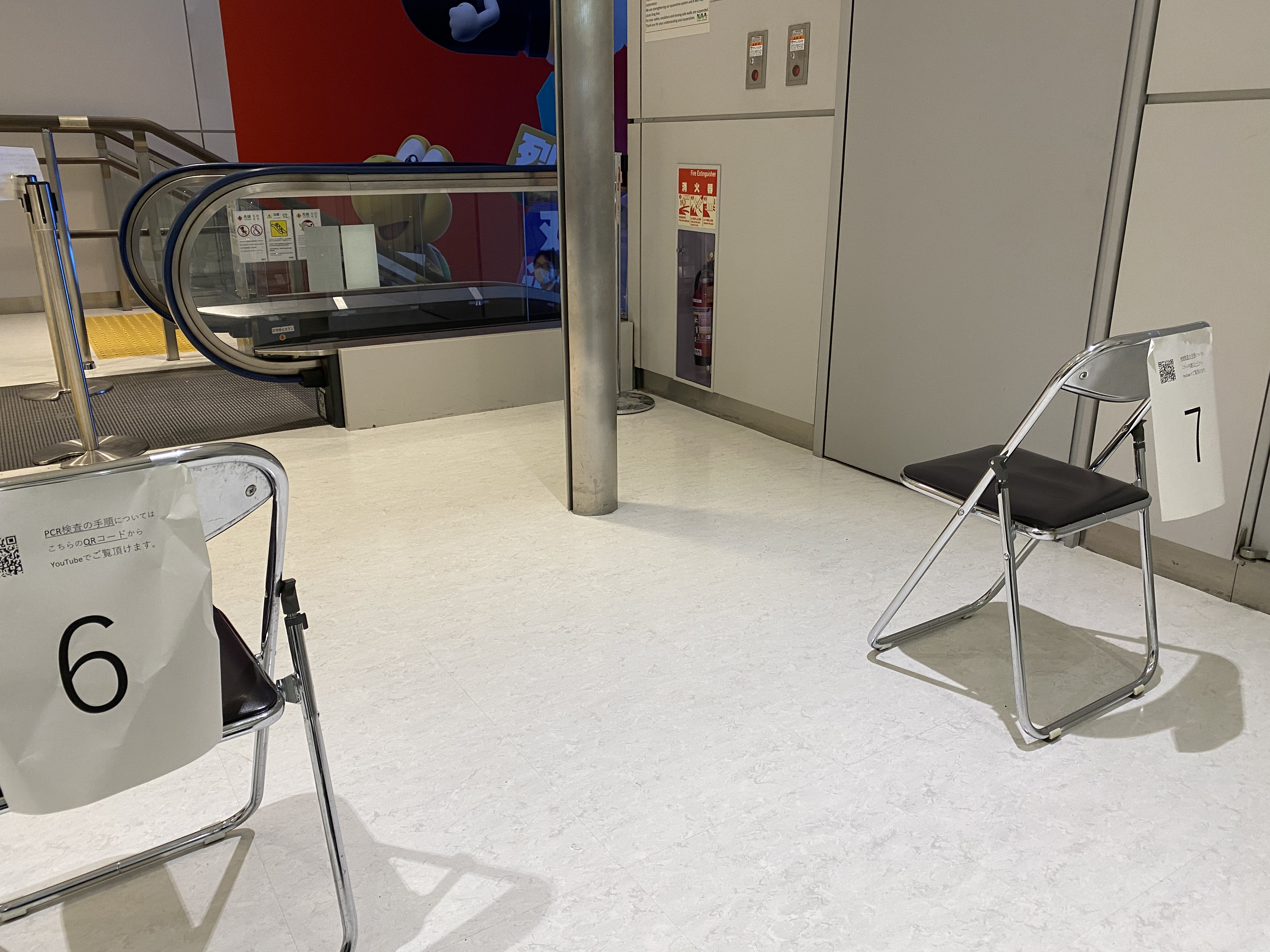
水際対策のPCR検査を実施する成田空港

トラベルバブルは感染症対策が確立していることが前提となる。具体的には旅行者が自国出発前にPCR検査などを受診して無感染であることを提示する健康証明や搭乗前の検温実施、目的地到着時に再度の検査・検温や、滞在中の行動予定（訪問・宿泊先）を提出し、感染が発生した際にトレーサビリティ（感染者追跡）ができるよう連絡先やスマートフォンのGPSによる移動履歴の掌握ができるようにしておく必要がある。
また、抗体保持証明やワクチン接種証明のイエローカードのようないわゆる免疫パスポートの携行を義務化すべきとの案もあり、前述のトランス・タスマン・バブルを締結したオーストラリアのフラッグキャリアであるカンタス航空はトラベルバブル下でも搭乗に際して免疫パスポートの提示を求める方針を示している。

## 課題
トラベルバブルのバブル景気に乗り遅れまいと早急に自由往来を再開することで、感染症の再流行が起きてしまうことが危惧される。
前述のようにトラベルバブルが締結されていない日本とEU間を日本人が旅行すると、感染指定地域からの帰国と見なされ、空港からの公共交通機関の利用自粛や経過観察処置として2週間の自宅待機など自主隔離が求められることになる。